# Larson-Nunatakker
Die Larson-Nunatakker sind eine kleine Grupper von Nunatakkern im westantarktischen Queen Elizabeth Land. An der Ostflanke der Forrestal Range in den Pensacola Mountains ragen sie 2,5 km südöstlich des Mount Malville auf.
Der United States Geological Survey kartierte sie anhand eigener Vermessungen und Luftaufnahmen der United States Navy aus den Jahren von 1956 bis 1966. Das Advisory Committee on Antarctic Names benannte sie 1968 nach Larry R. Larson, Flugzeugelektroniker auf der Ellsworth-Station im antarktischen Winter 1957.